# 1E 0657−558

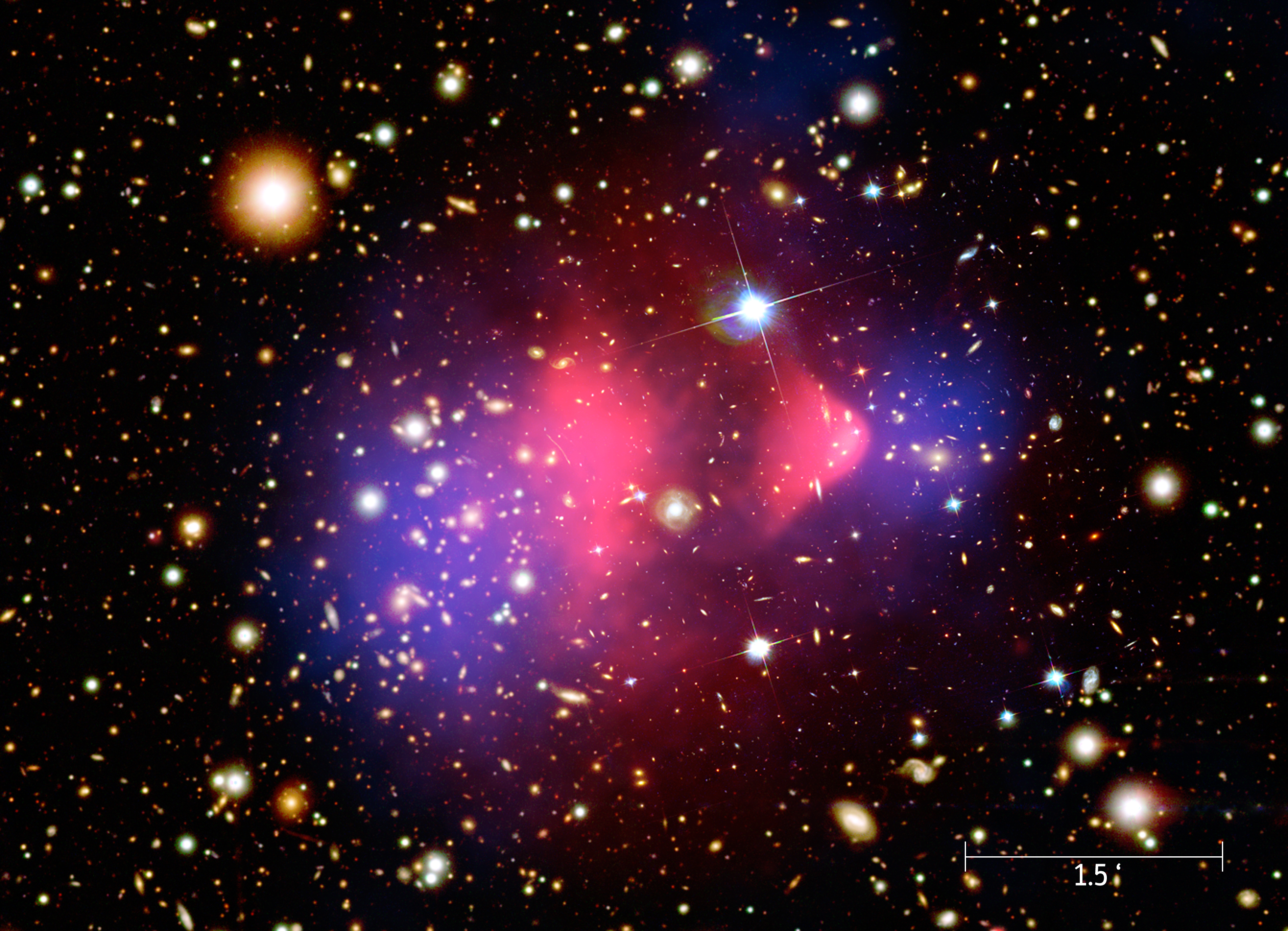
Montage aus verschiedenen Ansichten des Bullet-Clusters
Im Hintergrund im sichtbaren Spektrum aufgenommene Bilder von Magellan-Teleskop und Hubble-Weltraumteleskop.
Diesem sind in pink die vom Chandra-Weltraumteleskop aufgenommene Röntgenemission der intergalaktischen Gaswolken und in blau die aus Gravitationslinseneffekten berechnete Masseverteilung überlagert.

1E 0657−558 (auch bekannt als Bullet-Cluster, deutsch „Geschosshaufen“) ist ein Galaxienhaufen im Sternbild Kiel des Schiffes. Die genauen Koordinaten des Haufens sind Rektaszension 06h 58m 29s und Deklination -55° 57'. Die Rotverschiebung beträgt z = 0,296. Das entspricht einer Lichtlaufzeit von 3,4 Milliarden Jahren, bzw. einer mitbewegten Entfernung von 3,9 Milliarden Lichtjahren, weil sich während der langen Lichtlaufzeit das Universum etwas ausgedehnt hat.

## Beschreibung und Bedeutung
Beobachtungen im Röntgenlicht zeigten, dass der Bullet-Cluster eigentlich aus zwei Galaxienhaufen besteht. Der weitaus massereichere der beiden befindet sich im Osten (links im Bild) und wurde etwa 100 Millionen Jahre vor der beobachteten Zeit vom zweiten, kleineren durchquert. Dieser (im Westen bzw. rechts im Bild) erscheint in den Röntgenbildern wie ein Geschoss, daher der Name. Beide Haufen weisen eine deutlich erhöhte Galaxiendichte auf und werden heute in einem gegenseitigen Abstand von etwa 0,72 Mpc beobachtet. Die Radialgeschwindigkeiten unterscheiden sich nur leicht, so dass die Richtung des Zusammenstoßes etwa senkrecht zur Sichtachse gewesen sein muss.
Unabhängig voneinander wurden am Bullet-Cluster drei Kerngrößen genauer untersucht:
- die Verteilung der Galaxien (Beobachtungen im sichtbaren Licht)
- die Verteilung des intergalaktischen Plasmas (rot im Bild; Beobachtungen im Röntgenbereich mit dem Chandra-Teleskop) und
- die Massenverteilung bzw. das Gravitationspotential (blau im Bild; Beobachtungen des Gravitationslinseneffektes an Aufnahmen des Hubble-Weltraumteleskops); dieser Effekt ist recht klein und schlägt sich in einer Verformung der Bilder der Hintergrundgalaxien nieder (hier muss dann ein statistischer Ansatz gemacht werden).

Es zeigte sich, dass die einzelnen Komponenten des Galaxienhaufens ungewöhnlich deutlich voneinander getrennt sind: die Verteilung der Masse (dunkle Materie) folgt der Verteilung der Galaxien; das intergalaktische Gas („helle“ baryonische Materie) tut das nicht, es „hinkt“ dem Bullet-Cluster hinterher. Diese Beobachtung liefert ein weiteres Indiz für die Existenz von dunkler Materie und macht 1E 0657−558 damit zu einem wichtigen Objekt für die Forschung.
Eine spätere Studie (2010) ergab jedoch, dass die Geschwindigkeit des kollidierenden Galaxienhaufens unvereinbar mit den Vorhersagen des Lambda-CDM-Modells sei.

## Erläuterung

### Bindungsmechanismus von Galaxienhaufen
Galaxienhaufen sind Ansammlungen von einem Dutzend bis hin zu Tausenden von Galaxien. Wesentlich mehr Masse als in ihren Sternen befindet sich in diffusem Gas, welches den Raum zwischen den Galaxien ausfüllt. Letzteres ist sehr heiß und konnte folglich erst entdeckt werden, als die aufkommende Raumfahrt der Röntgenastronomie den Weg ebnete.
Die bisherigen Beobachtungen legen nahe, dass Galaxienhaufen gravitativ gebunden sind, d. h., dass sie von ihrer eigenen Schwerkraft zusammengehalten werden. Dieses ist jedoch nicht möglich, falls nur die baryonische Materie (Sterne und Gas) vorhanden ist und die Allgemeine Relativitätstheorie (ART) zugrunde gelegt wird.
Mögliche Lösungen dieses Widerspruchs sind
- die Einführung einer großen Menge nicht direkt sichtbarer Masse, der dunklen Materie. Diese ist nicht per Definition nichtbaryonisch, es gibt jedoch gute Argumente dafür (siehe primordiale Nukleosynthese und kosmische Hintergrundstrahlung, außerdem unten die zweite Folgerung).
- oder eine Modifikation der ART, z. B. die Modifizierte Newtonsche Dynamik.

Bisherige Beobachtungen, z. B. die Rotationskurven der Galaxien oder die innere Dynamik von Galaxienhaufen, konnten nur wenig zur Beantwortung dieser Frage beitragen.

### Interpretation der Beobachtungen am Bullet-Cluster
Die Galaxien fliegen praktisch ungestört (kollisionsfrei) aneinander vorbei, da der Abstand sowohl zwischen ihnen als auch zwischen den Sternen in ihnen jeweils sehr groß ist im Vergleich zur Ausdehnung der Objekte.
Dagegen laufen die Gaswolken der beiden Haufen nicht stoßfrei durcheinander, sondern es bilden sich Stoßwellen (rot im Bild), an deren Fronten es zur Aufheizung des Materials kommt; die Schockbildung ist auf die elektromagnetische Wechselwirkung der Gasteilchen zurückzuführen, nicht auf die Gravitation. Durch den „Aufprall“ der Wolken verlieren diese an Geschwindigkeit, und so hinkt das Bullet-Cluster-Gas den Galaxien hinterher.

### Folgerungen für die dunkle Materie
1. Sie ist vorhanden. Sonst kann der gemessene Gravitationslinseneffekt nicht erklärt werden. Das ist wichtig, da es Grenzen für Theorien festlegt, die eine Abänderung der ART in Erwägung ziehen.
2. Sie verhält sich wie die Galaxien. D. h., sie strömt nahezu oder völlig stoßfrei durch den jeweils anderen Haufen. Die Wechselwirkung mit sich selbst und mit dem intergalaktischen Gas muss also entsprechend schwach sein. Das ist ein Indiz dafür, dass die dunkle Materie nicht baryonisch ist.
3. Nach der MOND-Hypothese (Modifizierte Newtonsche Dynamik – siehe weiter oben bei ART) wäre das Zentrum der Lichtablenkung beim Gas anzunehmen gewesen, was nicht der Fall ist, womit sich die MOND-Hypothese bei 1E 0657-558 nicht bestätigt, jedoch wird dadurch die Hypothese der dunklen Materie untermauert.[3]

## Ähnliche Objekte
- Der im Jahre 2006 erschienenen Arbeit zum Bullet-Cluster ist inzwischen eine weitere Veröffentlichung mit gleicher Zielsetzung gefolgt. Diese behandelt die Situation im Abell 520-System, in dem ähnliche Beobachtungen gemacht werden wie im Bullet-Cluster. Während die hier gemachten Betrachtungen zur Dynamik der einzelnen Komponenten (Sterne, Gas und dunkle Materie) direkt auf die dortigen Verhältnisse übertragen werden können, ist die Gesamtsituation dort komplexer und bietet neue Möglichkeiten, etwas über die dunkle Materie zu lernen.

- Auch MACS J0025.4-1222 ist ein ähnlicher durch Kollision zweier Teile entstandener Galaxien-Cluster.[5][6]